# Lotta Comunista
Lotta Comunista es un movimiento revolucionario internacionalista fundado por Arrigo Cervetto y Lorenzo Parodi en 1965, inspirado en la teoría y la práctica política de Marx, Engels y Lenin, y organizado en círculos obreros internacionalistas en el continente europeo.

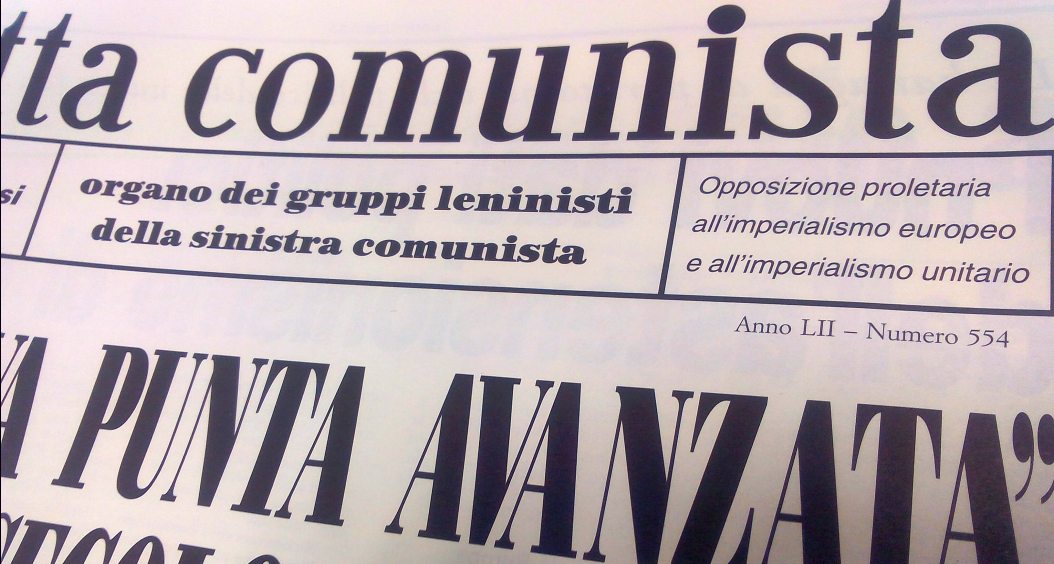
Cabecera de un número de Lotta Comunista

## Historia
Los orígenes de esta organización se remontan a finales de los años Cuarenta, a algunos ex partisanos de los Gruppi Anarchici d'Azione Proletaria (GAAP). La formación nace de la reorganización de las formaciones de la izquierda comunista y libertaria de la posguerra, adheridas a la Federazione Comunista Libertaria (FCL), y sucesivamente expulsados de la Federazione Anarchica Italiana (FAI) tras la deriva leninista del grupo. Sucesivamente, se unirán a Azione Comunista, una corriente que sería expulsada del Partito Comunista d'Italia tras posicionarse a favor de la insurrección húngara de 1956, duramente reprimida por los tanques soviéticos. Para la profundización sobre la historia de la organización se hace necesaria la lectura de las biografías de Arrigo Cervetto y Lorenzo Parodi, que permiten de comprender tanto como nace Lotta Comunista cuanto el momento histórico en que nace. El estalinismo era definido como la forma política rusa de la contrarrevolución burguesa internacional, y el grupo se posicionaba consecuentemente contra las posiciones del PCI, que no solo era considerado un satélite del Partido Comunista de la Unión Soviética y sometido a su política exterior, sino también confabulado con el capitalismo italiano.
En 1965, después de una fase de clarificación teórica al interior del grupo, se asumió la denominación de "Lotta Comunista", en la línea del abstencionismo estratégico, contraria a la participación a las elecciones de la denominada "democracia parlamentaria burguesa". El 7 diciembre se publica en Roma el primer número del periódico Lotta Comunista. "Il nemico è in casa nostra" ("El enemigo está en casa") fue el título del primer editorial, que retomaba la consigna internacionalista proclamada por Karl Liebknecht en Alemania frente a la guerra de 1914, cuando colapsó la socialdemocracia alemana y la Segunda Internacional. 
En la concepción de Cervetto, ya sobre posiciones leninistas, era necesario dotarse de un periódico que, siguiendo la opinión de Lenin, "no se limita, sin embargo, a difundir ideas, a educar políticamente y a conquistar aliados políticos. El periódico no es solo un propagandista colectivo y un agitador colectivo, sino también un organizador colectivo". Era un planteamiento a contracorriente, que concibe el periódico como un instrumento en torno al cual organizar y formar a militantes y desarrollar la organización. Según las palabras de Cervetto, se trata de "un periódico científico, que no permanece en una torre de marfil, leído por unos pocos, sino que es difundido entre las masas. Ciencia que se traduce en militancia, que deviene lucha". El planteamiento editorial siempre ha privilegiado temas de gran amplitud y alcance estratégico, distinguiendo entre los nodos y problemas que habrían de marcar el futuro de la lucha política y social frente a las polémicas inmediatas, privadas de prospectiva. Los artículos vinculados al análisis de los sucesos contingentes son ricos en indicaciones metodológicas, referencias bibliográficas, históricas, en un esfuerzo constante de individualizar las tendencias históricas y sociales que trascienden de la contingencia, aunque sin ignorarla. La sobriedad en el lenguaje y en la forma, o la falta de imágenes, es otra elección editorial que se ha mantenido a lo largo de los años.
El 23 de enero de 2016 se celebró en el Teatro degli Arcimboldi de Milán una conferencia pública por los 50 años de vida del periódico "Lotta Comunista".

## Teoría política

### Análisis del capitalismo de Estado en la URSS
Uno de los puntos fundamentales de la política de Lotta Comunista es la "correcta y coherente aplicación del marxismo"; ha rechazado siempre la idea de que en la Unión Soviética, en sus países satélites, o en Asia, se estuviera realizando forma alguna de socialismo o comunismo. En la Unión Soviética, después del fracaso de la revolución en Alemania, la pregunta principal planteada por Lenin era si "¿podremos mantenernos con nuestra pequeña y pequeñísima producción campesina, dada la ruina en que estamos sumidos, hasta que los países capitalistas de Europa Occidental culminen su desarrollo hacia el socialismo?". Con el necesario desarrollo capitalista en Rusia, la burguesía vuelve a tomar el poder, liquidando físicamente a la vieja guardia bolchevique, bajo una forma de capitalismo dirigido y controlado, el capitalismo de Estado.
Pese a la teorización, por parte de Lenin, de la posibilidad de la victoria de un partido socialista en un único país en un mundo dominado por potencias capitalistas, Lotta Comunista identifica en Stalin el ideólogo principal de la teoría del socialismo en un solo país, considerando a la URSS estalinista por la ferocidad en la represión y en el espionaje, principalmente frente a la vieja guardia crítica de los bolcheviques. El aislamiento de la URSS, autárquica, se justificó por Stalin con la teorización de una escisión del mercado mundial en dos bloques, aunque Guido La Barbera afirma que el estalinismo superaría la crónica e intrínseca falta de capitales de Rusia invirtiendo en la industria bélica y la pesada, y no desarrollando las infraestructuras económicas y sociales.

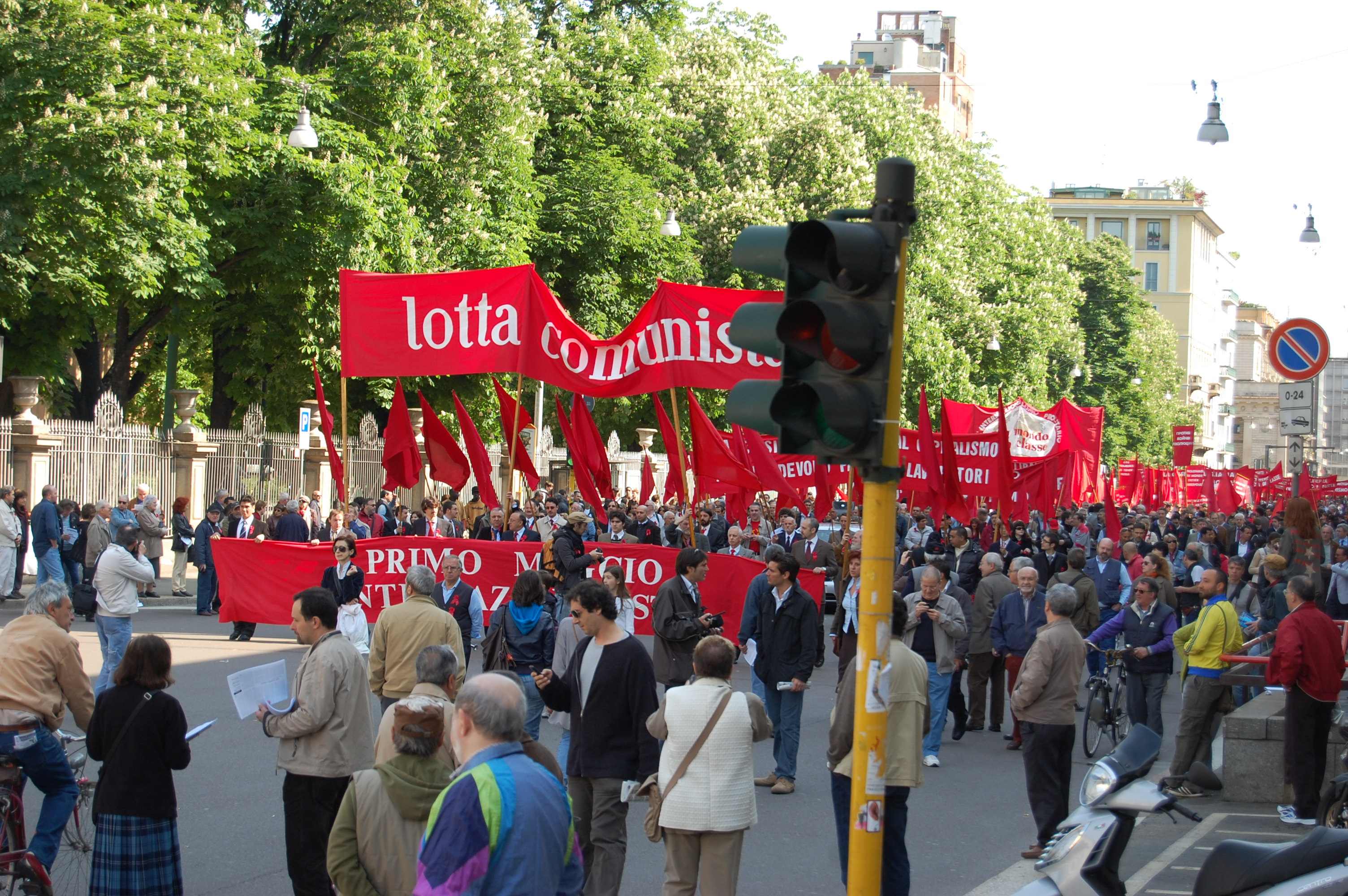
Manifestación del Primero de Mayo

## Actividad política y organización
A diferencia de otros grupos extraparlamentarios, Lotta Comunista nunca ha sostenido forma alguna de lucha terrorista armada, tampoco durante los años Sesenta-Setenta. Sostiene que la revolución no puede efectuarse sin una crisis del capitalismo a nivel global, unida al enraizamiento con la teoría y la práctica leninista a nivel, por lo menos, continental. El objetivo del partido es enraizarse a nivel organizativo en los barrios, fábricas y universidades de algunas realidades europeas para empujar a que una porción sensible de clase obrera europea pueda encontrar en el partido leninista una referencia de acción. El capitalismo, según las tesis de Lotta Comunista retomadas directamente de Marx, es incapaz de mantener el equilibrio mundial entre los Estados. El capitalismo arrastra cíclicamente a toda la sociedad mundial hacia el caos, generando conflictos armados por la repartición de los mercados y áreas de influencia, pero, a la vez, la crisis general del capitalismo les da a los comunistas la oportunidad de incentivar la revolución proletaria. En este último aspecto, las tesis de Lotta Comunista retoman las enseñanzas de Lenin, expuestas en sus Tesis de abril.

### Localización del grupo
El objetivo de Lotta Comunista es enraizar un partido leninista en algunas áreas clave de la metrópolis europea como el triángulo industrial italiano e Isla de Francia de París. Lotta Comunista publica y difunde un periódico homónimo, fundado en el 1965, y completamente autofinanciado. Las Edizioni Lotta Comunista, con sus distintas colecciones, recogen, proponen y publican en lengua italiana, francesa, inglesa, alemana, rusa y griega todo el material producido desde 1950 hasta hoy.
La formación está relacionada históricamente con la provincia de Génova, también a nivel sindical, con exponentes de talla nacional, mediante los Circoli Operai presentes en las zonas obreras de Génova. Fue un grupo hegémone durante las luchas estudiantiles de los años Setenta con el famoso para los genovesi, Comitato di Lotta di Ingeniería. Se debe a tal Comité el nombramiento del aula magna de la Facultad de Ingeniería a cargo de Giacomo Buranello, y la apertura de la prisión fascista a golpes de piquetas que se encontraba en los sótanos de la casa dello studente di Genova, siendo todavía considerada "zona militar". Al Comité se le debe el nacimiento del museo de la Resistencia Partisana situado hoy en las prisiones fascistas.
Cada año el partido organiza la campaña de suscripción a la prensa leninista, donde los difusores organizados en los "Círculos Obreros" venden el periódico puerta a puerta. El periódico representa el principal vehículo de propaganda del grupo, en cuanto que el sitio de internet del partido es la página web de la casa editorial Edizioni Lotta Comunista que está activa solo para el encargo online de las obras marxistas disponibles en catálogo. Cada Círculo Obrero representa además la sección local de Lotta Comunista, donde los militantes se encuentran y se reúnen.
Adicionalmente, a Lotta Comunista, el grupo publica también L'Internationaliste en francés, en ruso pública Бюллетень Интернационалист, Bulletin en alemán, Internationalist Bulletin en inglés y El Internacionalismo en español.

### Personas vinculadas a Lotta Comunista
Entre las personas relacionadas al partido están Bruno Fortichiari, uno de los fundadores del Partito Comunista d'Italia en 1921, que conoció a Arrigo Cervetto y tras la experiencia de Azione Comunista, con la que el 21 de junio de 1956 firmaría junto a Luciano Raimondi el primer número del periódico homónimo, sería expulsado del PCI. A continuación, inició la tentativa de constituir el Movimento della Sinistra Comunista, hacia la que inicialmente confluyeron, además de los expulsados del PCI como Giulio Seniga, los Gruppi Anarchici di Azione Proletaria (GAAP) con Arrigo Cervetto y Lorenzo Parodi, los comunistas internacionalistas de Battaglia Comunista, los trotskistas de los Gruppi Comunisti Rivoluzionari de Livio Maitan,  así como intelectuales comunistas como Danilo Montaldi, o de tendencia socialista como Giorgio Galli.
Una vez concluida la experiencia de Azione Comunista y otras experiencias, en 1965, con más de setenta años y algunas cuestiones de salud, Bruno Fortichiari pensó en retirarse de la actividad política. En 1970, abandonó esta decisión y empezó  publicando las “Lettere aperte ai compagni della Sinistra Comunista” y colaborando con un grupo de jóvenes que, en 1972, dio vida al boletín Iniziativa Comunista. Atento ante los sucesos de los años Setenta, participó en los debates y conferencias organizadas por el Circolo La Comune y por Lotta Comunista.

### Casa editorial
Una parte importante de la actividad de Lotta Comunista está relacionada con la casa editorial. Su principal casa editorial, Edizioni Lotta Comunista, con distintas colecciones, publica los textos de los dirigentes de la organización, investigaciones y clásicos del marxismo.
La colección "Classici" publica obras inéditas de autores clásicos del marxismo, la colección "Analisi" recoge textos de Lorenzo Parodi, Arrigo Cervetto, Giovannni Poggi, Piermaria Davoli, Franco Palumberi, y otros; "Richerche" comprende una antología de Bruno Fortichiari, además de "Jalones de derrota, promesa de victoria: Crítica y teoría de la Revolución española (1930-1939)" de Grandizo Munis, y una antología sobre el centenario de la Revolución de Octubre, la 3.ª Internacional y el centenario de la fundación del PCI; la colección "Documenti'" y la "Biblioteca Giovani" proponen en formato económico algunos textos clásicos del marxismo. 
De Lenin se ha reeditado en el 2002 las Obras Completas, así como las de Arrigo Cervetto y está en curso la publicación, por primera vez en lengua italiana, de las Obras Completas de Marx y Engels en 50 volúmenes.
Lotta Comunista publica con la casa editorial Science Marxiste sus textos traducidos en francés, griego, inglés, ruso, portugués, alemán y español. Con la casa editorial brasileña Edições Intervenção Comunista, con sede en Río de Janeiro, publica sus principales textos en portugués. Con las Edizioni Pantarei publica textos inéditos en italiano, dirigidos a la profundización y la historia del movimiento obrero.